# Ivan Merlini
Blaženi Ivan (Giovanni) Merlini (Spoleto, 28. kolovoza 1785. – Rim, 12. siječnja 1873.) bio je talijanski katolički svećenik, misionar, član Družbe Misionara Krvi Kristove i njezin treći generalni moderator. Blaženik je Katoličke Crkve.

## Životopis
Rođen je u Spoletu 1795. godine. Završetkom bogoslovije, unatoč odupiranju roditelja, zarađen je za svećenika 19. prosinca 1818. Na koncu jednih duhovnih vježbi 1820., koje je vodio sv. Gašpar del Bufalo, u opatiji San Felice u Gianu (Umbria), u kući utemeljenja Družbe Misionara Krvi Kristove, istoj se pridružuje na Bufalov poziv. Bufalo mu je kasnije bio i duhovnik.
Obišao je čitavu Italiju radi propovijedanja i misija. Vodio je pučke misije u Aquili 1824. godine.
Izabran je za trećega generalnog moderatora Družbe 1848. godine, i na toj dužnosti bio gotovo 25 godina. Bio je i savjetnik pape Pija IX., koji je 1849. na Merlinijev nagovor slavlje Krvi Kristove proširio na čitavu Crkvu, a ona je na Drugome vatikanskom saboru sjedinjena sa svetkovinom Tijela Gospodnjega u Tijelovo.
Umro je u Rimu 1873., od posljedica prometne nesreće koja se dogodila u blizini Santa Maria in Trivio (u ono vrijeme ondje se nalazila Generalna kuća Družbe). Pokopan je u crkvi Crociferi u Rimu, kraj Gašpara del Bufala.

## Štovanje
Dana 23. svibnja 2024., papa Franjo ovlašćuje Dikasterij za kauze svetaca za objavu dekreta o čudu koje se pripisuje njegovu zagovoru.
Dana 12. siječnja 2025. progrlašen je blaženim u Lateranskoj bazilici u Rimu.